# Uļjana Semjonova
Uļjana Semjonova, geboren als Iulijaka Semjonova, (Zarasai, Sovjet-Unie, tegenwoordig Litouwen, 9 maart 1952) is een voormalig Sovjet- en Letse basketbalspeelster. Ze kreeg de onderscheiding Orde van de Drie Sterren in 1995.

## Carrière
Met haar lengte van twee meter elf was Semjonova een imposante verschijning in de wereld van het basketbal. Haar schoenmaat was 58. Bijna haar gehele carrière speelde ze voor TTT Riga. Met TTT won ze vijftien Sovjet-kampioenschappen, één USSR Cup en twaalf Europese Cup-titels. In de periode van 1975 tot 1987 was zij de aanvoerder van het team. Semjonova was ook heel belangrijk voor de nationale ploeg van de Sovjet-Unie. Ze won twee Olympische gouden medailles en verloor tussen 1976 en 1980 geen enkele officiële internationale competitie. Als speler van de Letse SSR won ze vier keer de Spartakiade van de Volkeren van de USSR in 1971, 1975, 1979 en 1983.
In 1993 kwam ze als eerste niet-Amerikaanse vrouw in de Basketball Hall of Fame. In 2007 kwam ze ook in de FIBA Hall of Fame.

## Erelijst
- Landskampioen Sovjet-Unie: 15
  - Winnaar: 1968, 1969, 1970, 1971, 1972, 1973, 1975, 1976, 1977, 1979, 1980, 1981, 1982, 1983, 1984
  - Tweede: 1974, 1978, 1986
  - Derde: 1985
- Bekerwinnaar Sovjet-Unie: 1
  - Winnaar: 1969
- EuroLeague Women: 11
  - Winnaar: 1968, 1969, 1970, 1971, 1972, 1973, 1974, 1975, 1977, 1981, 1982
  - Runner-up: 1985
- Ronchetti Cup: 1
  - Winnaar: 1987
- Olympische Spelen: 2
  - Goud: 1976, 1980
- Wereldkampioenschap: 3
  - Goud: 1971, 1975, 1983
- Europees kampioenschap: 10
  - Goud: 1968, 1970, 1972, 1974, 1976, 1978, 1980, 1981, 1983, 1985
- Goodwill Games:
  - Zilver: 1986
- Vriendschapsspelen: 1
  - Goud: 1984
- Spartakiade van de Volkeren van de USSR: 4
  - Winnaar: 1971, 1975, 1979, 1983